# Dobříč (district de Plzeň-Nord)
Pour les articles homonymes, voir Dobříč.
Dobříč (en allemand : Dobschitsch) est une commune du district de Plzeň-Nord, dans la région de Plzeň, en République tchèque. Sa population s'élevait à 425 habitants en 2022.

## Géographie
Dobříč se trouve à 18 km au nord-nord-est du centre de Plzeň et à 73 km à l'ouest-sud-ouest de Prague.
La commune est limitée par Koryta et Kozojedy au nord, par Němčovice à l'est, par Česká Bříza à l'est, par Kaceřov et Jarov au sud, et par Obora à l'ouest.

## Histoire
La première mention écrite de la localité date de 1250.

## Administration
La commune se compose de deux sections :
- Čívice
- Dobříč

## Transports
Par la route, Dobříč se trouve à 7 km du centre de Kaznějov, à 21 km de Plzeň et à 102 km de Prague. 